# Pied-De-Vent (fromage)
Pour l’article homonyme, voir Pied-de-vent (météorologie).
Pied-De-Vent est une marque commerciale apposée sur un fromage québécois,.
C'est le premier fromage de la fromagerie du Pied-De-Vent, entreprise artisanale fondée en 1998. La marque a été créée en s'inspirant des pieds-de-vent qu’on aperçoit souvent aux îles de la Madeleine. « Un pied-de-vent désigne les rayons de soleil qui percent les nuages pour atteindre le sol ».

## Caractéristiques
C’est un fromage au lait thermisé à pâte semi-ferme et à croûte mixte. Il contient entre 26 % et 27 % de matières grasses et 50 % d’humidité. La meule circulaire pèse environ un kilogramme. Son goût rappelle la noisette et les champignons. L'arôme dominant est la noisette. Les accords de vins sont aromatiques et souples. Sa croûte sableuse et son arôme ammoniaqué lui donnent une forte personnalité, qui est très bien rendue dans les mets ou les sauces cuisinés.

## Transformation du lait cru
Cette entreprise, située sur l’île de Havre-aux-Maisons, produit son propre lait à partir d'un troupeau de vaches canadiennes. La ferme est au même site que la fromagerie réduisant ainsi au maximum le transport du lait. Le fromage, dont la croûte est lavée à la saumure, subit un affinage de 60 jours.

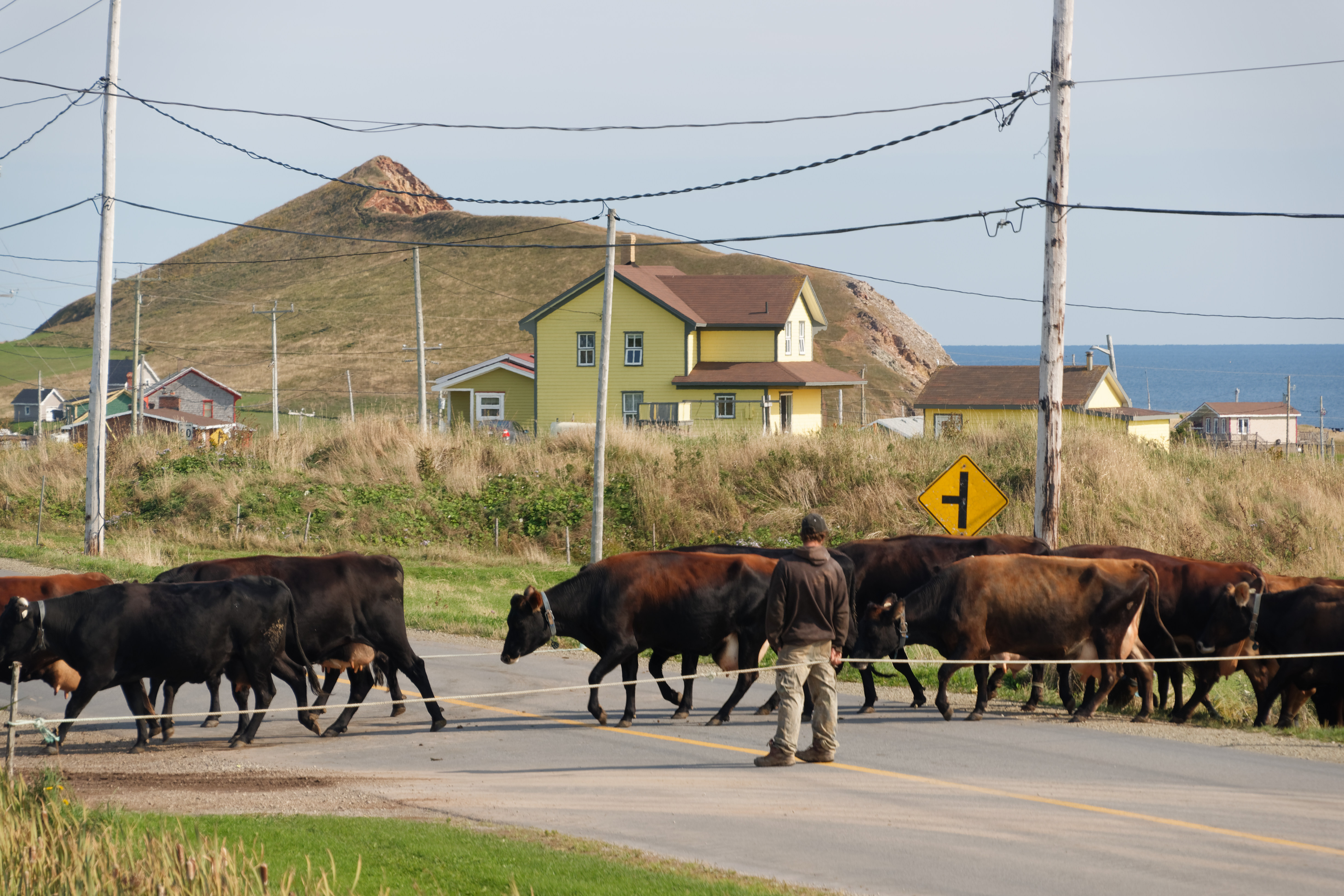
Troupeau de la fromagerie.
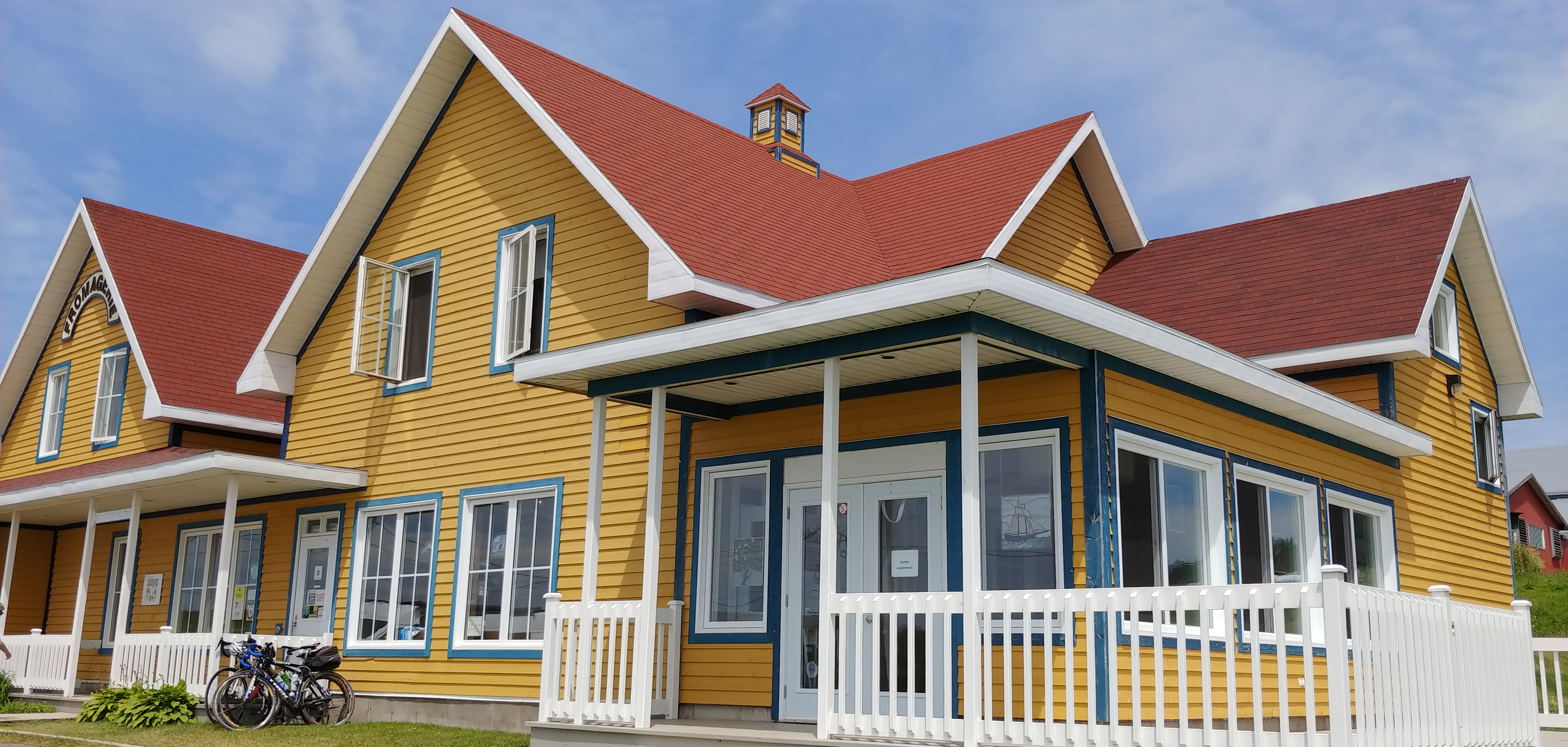
Fromagerie Pied-de-Vent.

## Distinctions
- Concours des fromages fins canadiens 2016 - Finaliste[7]
- Concours des fromages fins canadiens 2014 - Finaliste[7]
- Sélection Caseus 2014 - Finaliste[7]